# 朝陽館本家
朝陽館本家（ちょうようかんほんけ）は、東京都文京区本郷の老舗旅館。2016年3月末をもって廃業することとなった。

## 歴史
江戸時代の旗本屋敷跡の一角に位置し、1904年（明治37年）に創業。建物は関東大震災や空襲にも耐えたが戦後改築された。敷地は1320平方メートル（400坪）で建物は木造モルタル2階建。50畳の大広間や45室の客室を有する。
南側2階の六畳間「らん」は漫画家の手塚治虫ゆかりの部屋で、手塚のエッセーには「本郷の旅館」として登場する。
建物の傷みなどから、2016年3月をもって廃業となり、建物の解体後には高層の分譲マンションが建設される予定となっている。